# Come Go with Me
Come Go With Me ist ein Doo-Wop-Song der amerikanischen Musikgruppe The Del-Vikings, geschrieben von deren Basssänger Clarence Quick.

## Entstehungsgeschichte
Ursprünglich hatten die Del-Vikings Come Go with Me bereits im Oktober 1956 acapella aufgenommen. Diese Version wurde, nachdem sie mit Instrumenten nachvertont wurde, im Juli 1957 vom Plattenlabel Luniverse auf LP veröffentlicht. Das kleine Plattenlabel Fee Bee veröffentlichte den neu aufgenommenen Song schon Anfang Jänner 1957. Zu einem Hit wurde das Lied allerdings erst, als Joe Averbach, der Besitzer von Fee Bee Records einen Vertrag mit Dot Records unterschrieb da Dot den nationalen Markt besser bedienen konnte. Fee Bee behielt die lokalen Vertriebsrechte. Come Go With Me stieg am 16. Februar 1957 in - The Billboard’s Music Popularity Charts for Pop Records - The Top 100 - (später Billboard Hot 100) ein, erreichte am 13. Mai mit Platz 5 seine Bestplatzierung und hielt sich insgesamt 31 Wochen in den Charts. Weiters erreichte es Platz 2 in den Hot R&B Charts und Platz 4 in den Best Seller Charts. Damit wurde Come Go With Me der erste Top-Ten-Hit einer Gesangsgruppe in den amerikanischen Charts, die sowohl aus weißen als auch aus schwarzen Mitgliedern bestand. Come Go with Me blieb der größte Charterfolg der Del-Vikings, auch wenn sie im gleichen Jahr mit Whispering Bells nochmals Platz neun der US-Charts erreichten.

## Coverversionen
Im Jahr 1957 sang John Lennon mit seiner damaligen Band bei einer Gemeindefeier im Liverpooler Vorort Woolton den Titel der Del-Vikings, jedoch mit einem anderen Text. Dion DiMucci lieferte auf seinem 1962 veröffentlichten Album Lovers Who Wander eine Coverversion des Liedes, die bis auf Platz 48 der Billboard-Charts kam. Sha Na Na spielten Come Go with Me in ihrem berühmten Auftritt beim Woodstock-Festival. Im Jahr 1978 coverten Beach Boys das Lied der Del-Vikings auf ihrem Album M.I.U. Album. Das Lied wurde auch in das 1981 veröffentlichte Compilation-Album Ten Years of Harmony der Beach Boys aufgenommen. Als es aus diesem als Single ausgekoppelt wurde, erreichte Come Go with Me Platz 18 in den Billboard Hot 100 im Januar 1982. Die Del Vikings selbst haben Come Go With Me 1972 für das Plattenlabel Scepter Records ebenfalls neu aufgenommen.

## Rezeption
Als Paul McCartney erstmals John Lennon im Juli 1957 sah, soll Lennon den Song mit seiner Band The Quarrymen bei einem Kirchenfest gespielt haben. Lennon soll durch seine gute, aber eigensinnige Gesangsinterpretation des Hits, die sich von dem ursprünglichen Text unterschied, die Aufmerksamkeit von McCartney erzeugt haben.
Come Go With Me ist auch durch seine Verwendung in Filmen wie American Graffiti (1973), American Diner (1982), Stand by Me – Das Geheimnis eines Sommers (1986), Joe gegen den Vulkan (1990) und Set It Up (2018) zu einem der klassischen Doo-Wop-Songs geworden.
In der vom Pop-Magazin Rolling Stone im Jahr 2004 veröffentlichten Liste der 500 besten Songs aller Zeiten erreichte Come Go with Me den Platz 449.